# José María Romera Videgain
José María Romera Videgain (Pamplona, España, 1980) es un atleta español, especialista en 400 metros vallas. 

## Trayectoria
Romera Videgain ha sido varias veces campeón de España en la modalidad de 400 m vallas en las categoría absoluta y promesa, en la que ostenta el récord de España sub-23 (49.44"). Internacional en el Campeonato Europeo de Atletismo de 2002 (en Múnich, Alemania) y en el Campeonato Europeo de Atletismo de 2006 (Gotemburgo, Suecia), así como en el Campeonato Mundial de Atletismo de 2007 (Osaka, Japón). Medalla de bronce en el Campeonato Iberoamericano de Huelva (2004) y en el Campeonato Iberoamericano de Ponce (Puerto Rico) (2006). 6.º en la Copa del Mundo de Atletismo (IAAF World Cup) de Madrid (2002).